# Canon Yaoundé
Canon Sportif de Yaoundé, cunoscut sub numele de  Canon Yaoundé, este un clu de fotbal din Yaoundé, Camerun. Clubul a fost fondat în 1930 și își joacă meciurile de acasă pe Stade Ahmadou Ahidjo. Perioada de glorie a clubului a fost în anii ’70 și ’80 ai secolului XX când au dominat fotbalul camerunez devenid de 7 ori campionii ai Camerunului, la acestea s-au adăugat 7 Cupe ale Camerunului, 3 Ligi ale Campionilor și o Cupă a Cupelor Africii.

## Palmares

### Domestic
- Elite One
  - Locul I (10): 1970, 1974, 1977, 1979, 1980, 1982, 1985, 1986, 1991, 2002
- Cupa Camerunului
  - Locul I (11): 1967, 1973, 1975, 1976, 1977, 1978, 1983, 1986, 1993, 1995, 1999
  - Locul II (5): 1960, 1974, 1980, 1985, 1998
- Supercupa Roger Milla
  - Locul II (2): 1999, 2002

### Internațional
- Liga Campionilor CAF
  - Locul I (3): 1971, 1978, 1980
- Cupa Cupelor CAF
  - Locul I (1): 1979
  - Locul II (3): 1977, 1984, 2000

## Sezoane recente
| Season  | League  | League | League | League | League | League | League | League | League | CupA | Competiții africane      | Competiții africane | Ref    |
| Season  | Divizia | M      | V      | E      | Î      | M      | P      | Pct    | Poz    | CupA | Competiții africane      | Competiții africane | Ref    |
| ------- | ------- | ------ | ------ | ------ | ------ | ------ | ------ | ------ | ------ | ---- | ------------------------ | ------------------- | ------ |
| 1999    | Div 1   | 30     | 13     | 9      | 8      | 42     | 25     | 48     | 4th    | W    | CAF Cup                  | SF                  | [ 1 ]  |
| 2000    | Div 1   | 29     | 11     | 9      | 9      | 34     | 34     | 42     | 7th    | 1/8  | African Cup Winners' Cup | RU                  | [ 2 ]  |
| 2001    | Div 1   | 30     | 15     | 4      | 11     | 40     | 37     | 49     | 4th    | QF   |                          |                     | [ 3 ]  |
| 2002    | Div 1   | 30     | 15     | 10     | 5      | 41     | 22     | 55     | 1st    | QF   |                          |                     | [ 4 ]  |
| 2003    | Div 1   | 30     | 15     | 6      | 9      | 40     | 25     | 51     | 2nd    | SF   | CAF Champions League     | GS                  | [ 5 ]  |
| 2004    | Div 1   | 30     | 10     | 7      | 13     | 19     | 29     | 37     | 7th    | QF   | CAF Champions League     | R3                  |        |
| 2004    | Div 1   | 30     | 10     | 7      | 13     | 19     | 29     | 37     | 7th    | QF   | CAF Confederation Cup    | IR                  | [ 6 ]  |
| 2005    | Div 1   | 34     | 13     | 12     | 9      | 38     | 29     | 49     | 7th    | 1/8  |                          |                     | [ 7 ]  |
| 2006    | Div 1   | 30     | 12     | 13     | 5      | 36     | 21     | 49     | 2nd    | R1   |                          |                     | [ 8 ]  |
| 2007    | Div 1   | 34     | 16     | 6      | 12     | 37     | 26     | 54     | 5th    | 1/8  | CAF Champions League     | PR                  | [ 9 ]  |
| 2007–08 | Div 1   | 30     | 15     | 6      | 9      | 30     | 21     | 51     | 2nd    | 1/8  |                          |                     | [ 10 ] |
| 2008–09 | Div 1   | 26     | 9      | 7      | 10     | 32     | 26     | 34     | 9th    | SF   | CAF Champions League     | R1                  | [ 11 ] |

## Jucători notabili
| - Théophile Abega (1974–1984) - Jean Manga-Onguene (1966–1982) - Grégoire Mbida - Marc-Vivien Foé (1991–1994) - Raymond Kalla (1993–1995) - Emmanuel Kundé (1982–1990) - Louis-Paul Mfédé - Thomas Nkono (1976–1982) - François Omam-Biyik (1986–1987) - Jacques Songo'o (1984–1989) - Pierre Womé (1994–1996) |  | - Ibrahim Aoudou (1976–1981) - Daniel Bekono (1999–2002) - Alioum Boukar (1992–1995) - Albert Meyong (1997–1998) - Serge Mimpo - Alain N'Kong (1999–2000) - Jules Onana |